# علی ضیف
علی ضیف (انگلیسی: Ali Dif؛ زادهٔ ۸ ژانویهٔ ۱۹۶۹) بازیکن والیبال اهل الجزایر بود.